# Eugenia caudata
Eugenia caudata é uma planta da família Myrtaceae endêmica da Malasia.
A espécie foi descrita pelo botânico George King no ano de 1901.
Ela está ameaçada de extinção devido a perda de habitat.